# Infrarrojo lejano

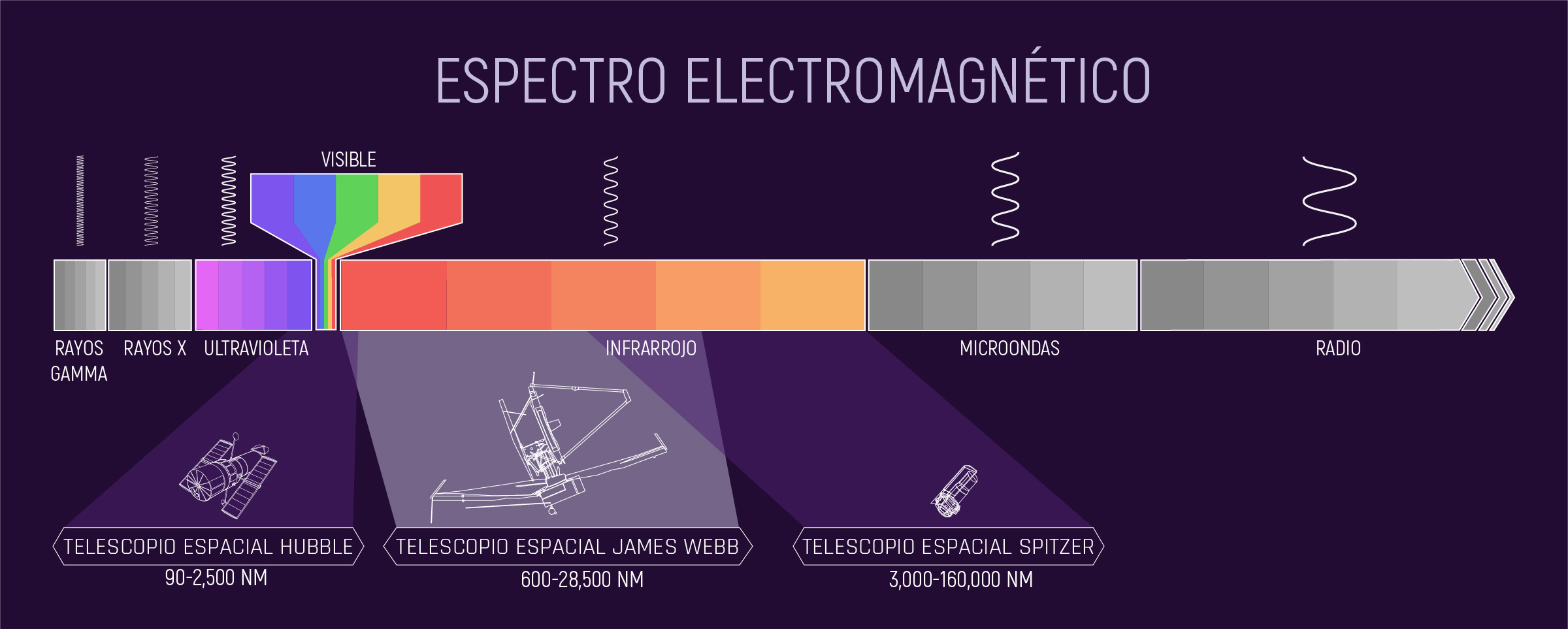
Espectro electromagnético. La porción del espectro a continuación del visible es la radiación infrarroja, representada aquí en tonos anaranjados.

El infrarrojo lejano es la región del espectro electromagnético más alejada del espectro infrarrojo, tomando como referencia la radiación visible. Esto implica que sus longitudes de onda características son más largas que las correspondientes al resto de radiación infrarroja (infrarrojo cercano e infrarrojo medio) y próximas a las correspondientes a la radiación de microondas o en otras palabras, desde aproximadamente unas 4 micras hasta unas 100 micras, ya que no existe un límite estrictamente definido para este tipo de radiación. En términos de longitud de onda, el infrarrojo lejano estaría comprendido entre aproximadamente 75000 y 3000 GHz. 
La emisión en el infrarrojo lejano solo es significativa en cuerpos muy fríos, apenas unas decenas de grados por encima del cero absoluto. Esta radiación es importante en astronomía porque permite estudiar las propiedades del polvo y los gases fríos.
- Datos: Q5434654